# شطرنج كونغو
شطرنج كونغو هو أحد متغيرات الشطرنج التي اخترعها ديميان فريلنغ في عام 1982 عندما كان يبلغ من العمر 8 سنوات تقريبًا. شجعه والده (مصمم الألعاب التجريدية الهولندي كريستيان فريلينج ) على تصميم متغير باستخدام لوحة ألعاب 7 × 7. كان ديميان بالفعل على دراية بالشطرنج ويانغي ، والنتيجة تمزج بعض الميزات من كليهما. أصبحت الكونغو ثاني أكثر أنواع الشطرنج شعبية في نادي ألعاب الفانات في أنسخديه بهولندا.

## اللعب

### الإعداد
تلعب اللعبة على رقعة 7 × 7. تحتوي اللوحة على قلعتين 3 × 3 لإيواء الأسود (مميزة باللون الأصفر). يقسم النهر اللوح أفقيًا عبر المركز (المميز باللون الأزرق).

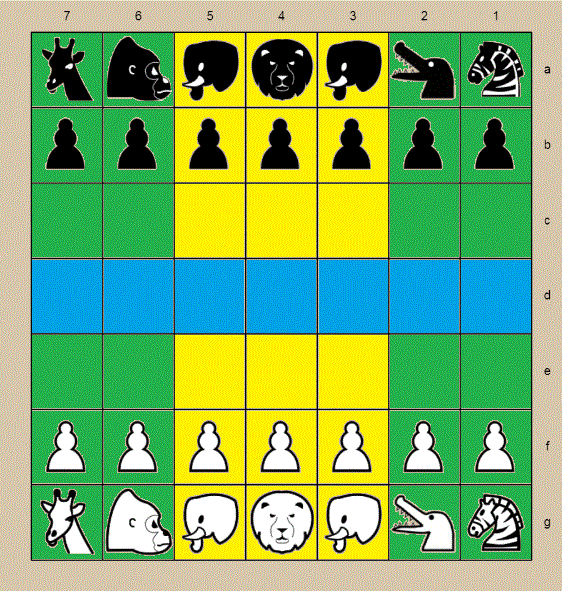
رقعة شطرنج كونغو

لكل لاعب 14 قطعة من 7 أنواع مختلفة :
- 7 بيادق
- 1 حمار وحشي
- 1 زرافة
- 1 تمساح
- 1 قرد
- 2 فيل
- 1 أسد

### حركات القطع

#### البيدق:
- يتحرك البيدق ويلتقط خطوة واحدة للأمام بشكل عمودي أو بشكل قطري .
- عند تجاوز النهر ، يمكنه أيضًا التحرك (ولكن لا يلتقط) خطوة أو خطوتين إلى الوراء بشكل عمودي (بدون القفز)
- يرقى البيدق إلى بيدق خارق عند الوصول إلى آخر رتبة.حركة البيادقالبيدق في b4 يستطيع الترقية إلى بيدق خارق بالتقدم خطوة إلى الأمام

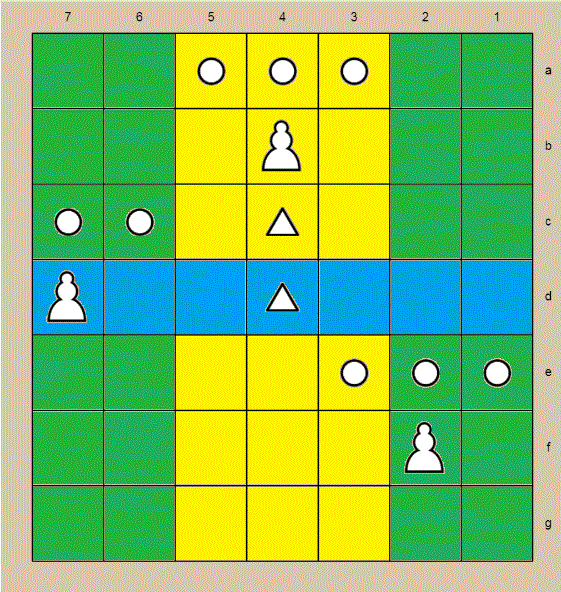
حركة البيادقالبيدق في b4 يستطيع الترقية إلى بيدق خارق بالتقدم خطوة إلى الأمام

#### البيدق الخارق:
- يتحرك البيدق الخارق ويلتقط خطوة واحدة للأمام بشكل عمودي أو بشكل قطري أو أفقيًّا إلى أحد الجانبين .
- يتحرك البيدق الخارق (لكن لا يلتقط) خطوة أو خطوتين إلى الوراء بشكل عمودي أو قطري (بدون قفز)حركة البيدق الخارق

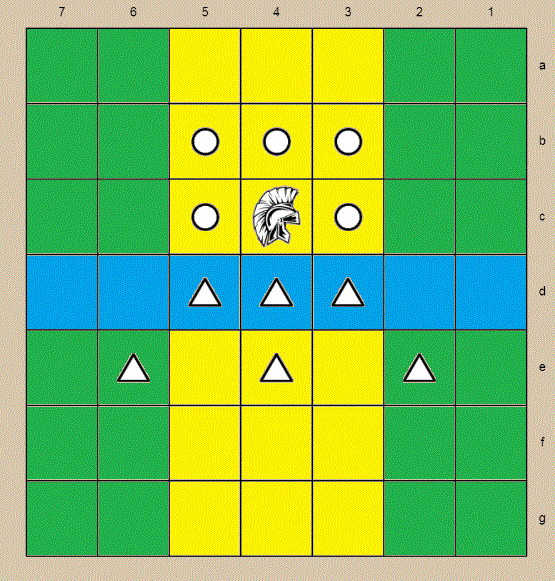
حركة البيدق الخارق

#### الحمار الوحشي:
- يتحرك االحمار الوحشي ويلتقط كما الحصان في الشطرنجحركة الحمار الوحشي

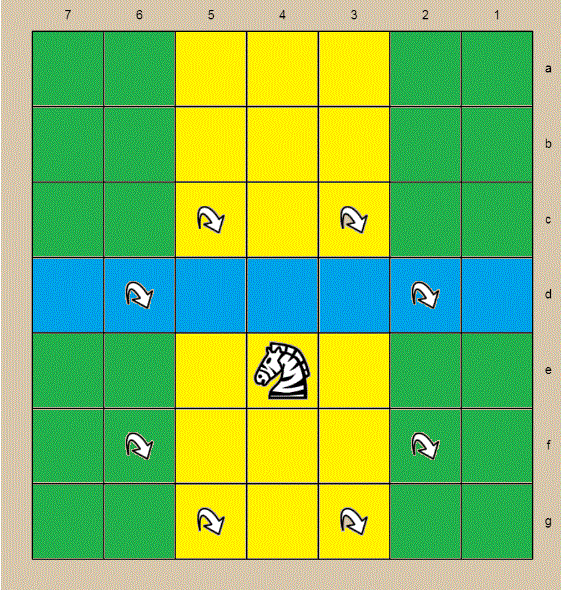
حركة الحمار الوحشي

#### الزرافة:
- تتحرك الزرافة (لكن لا تلتقط) خطوة واحدة في جميع الاتجاهات
- تتحرك الزرافة وتلتقط خطوتين في جميع الاتجاهات (يمكنها القفز)حركة الزرافة

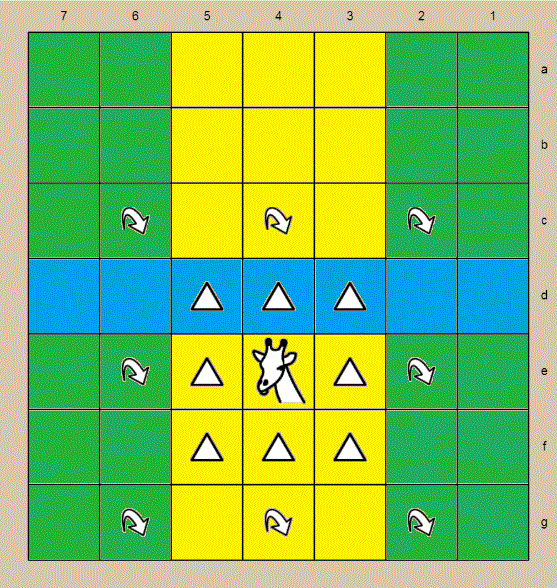
حركة الزرافة

#### التمساح:
- عندما يكون التمساح خارج النهر فإنه يتحرك خطوة واحدة في جميع الاتجاهات أو أي عدد اختياري بشكل عمودي باتجاه النهر
- عندما يكون داخل النهر فإنه يتحرك يتحرك خطوة واحدة في جميع الاتجاهات أو أي عدد اختياري على طول النهر (أي أفقيًّا)

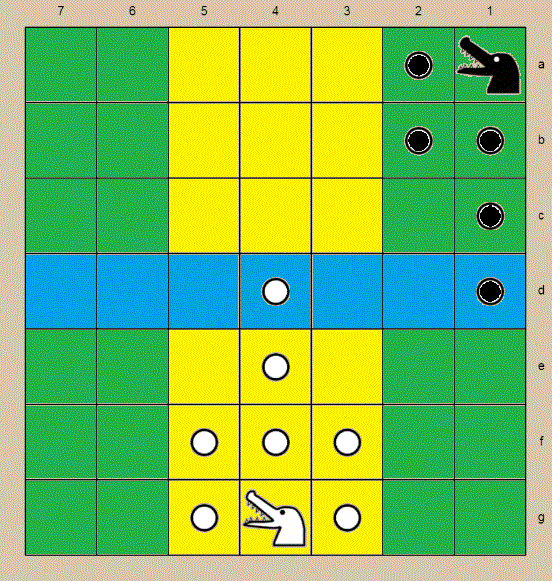
حركة التمساح خارج النهر

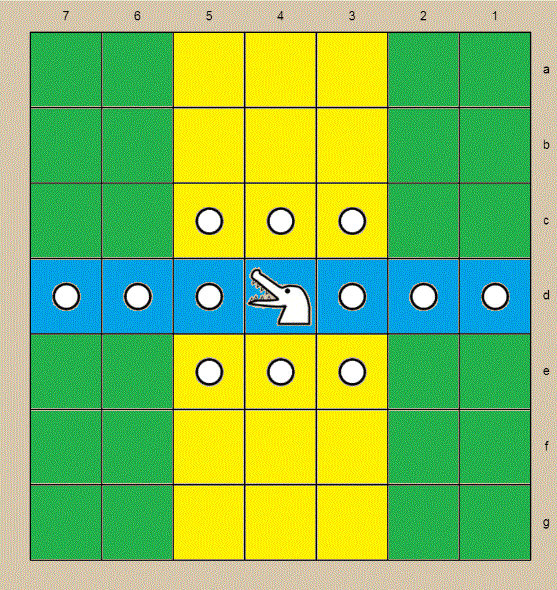
حركة التمساح داخل النهر

- التمساح لا يقفزحركة التمساح خارج النهرحركة التمساح داخل النهر

#### القرد
- يتحرك القرد (لكن لا يلتقط) خطوة واحدة في جميع الاتجاهات
- يلتقط القرد القطعة في مربع مجاور (بشكل متعامد أو مائل) بالقفز فوقها إلى المربع الفارغ الذي يقع خلفها مباشرة.
- كما هو الحال في المسودات الدولية ، يُسمح بالتقاط أكثر من قطعة بنفس القطعة في نفس المنعطف.
- التقاط جميع القطع الممكنة ليس إجباريًّا كما في الضامة
- يمكن أن تكون القفزات المتتالية في اتجاهات مختلفة
- لا يجوز القفز على قطعة معينة إلا مرة واحدة
- يمكن زيارة مربع معين أكثر من مرة
- تتم إزالة جميع القطع التي قفز القرد عليها فقط بعد اكتمال حركة الالتقاط المتعدد بأكملها.حركة القردستطيع القرد التقاط البيادق الثلاثة بالانتقال من g7 إلى e5 ثم g3 ثم e3ليس ملزمًا بالتقاطها جميعًا

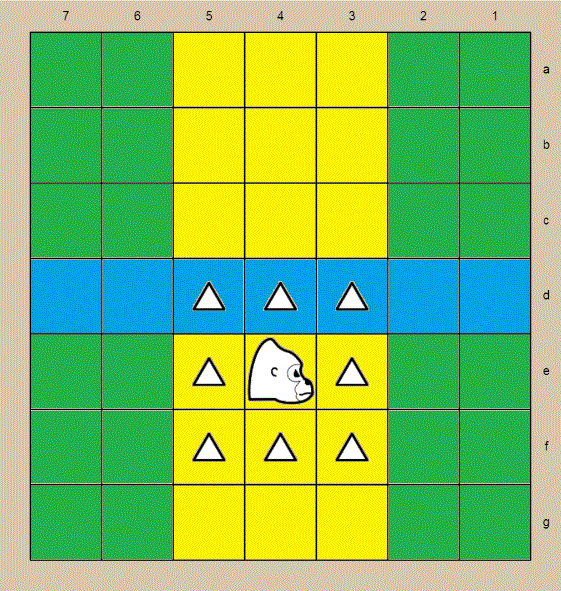
حركة القرد

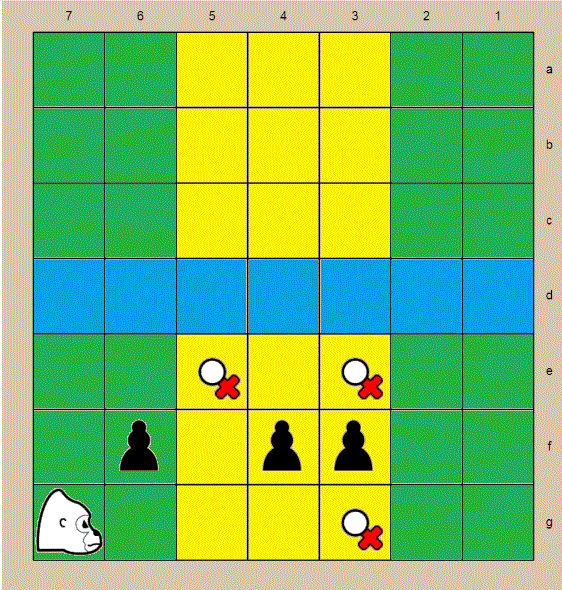
ستطيع القرد التقاط البيادق الثلاثة بالانتقال من g7 إلى e5 ثم g3 ثم e3ليس ملزمًا بالتقاطها جميعًا

#### الفيل:
- يتحرك الفيل ويلتقط خطوة أو خطوتين بشكل عمودي أو أفقي (يمكنه القفز)حركة الفيل

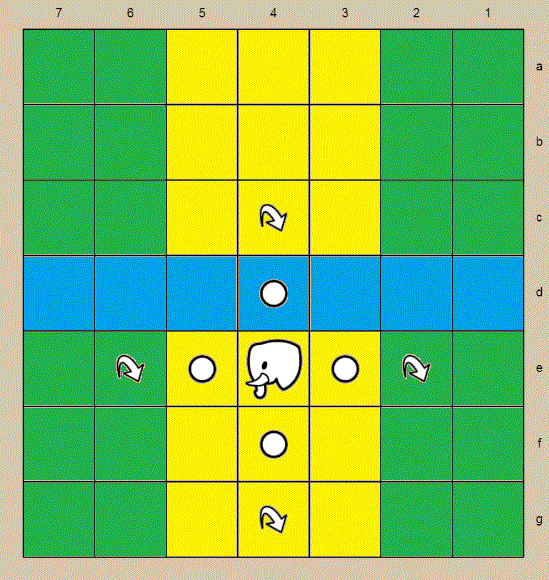
حركة الفيل

#### الأسد:
- يتحرك الأسد ويلتقط خطوة واحدة بشكل متعامد أو مائل في أي اتجاه مثل ملك الشطرنج
- لا يمكنه ترك قلعته (المنطقة الصفراء).
- يمتلك الأسد أيضًا قوة خاصة للقبض على أسد العدو من خلال التحرك كملكة شطرنج عبر النهر على طول ملف غير معاق أو قطريًّا ،هذه هي هي نفس ميزة "الجنرال" في الشطرنج الصيني .حركة الأسدإذا انتقل الأسد الأسود إلى موضع أحد علامات x سيصير بإمكان الأسد الأبيض التقاطهإذا انتقل الأسد الأبيض إلى موضع أحد علامات x سيصير بإمكان الأسد الأسود التقاطه

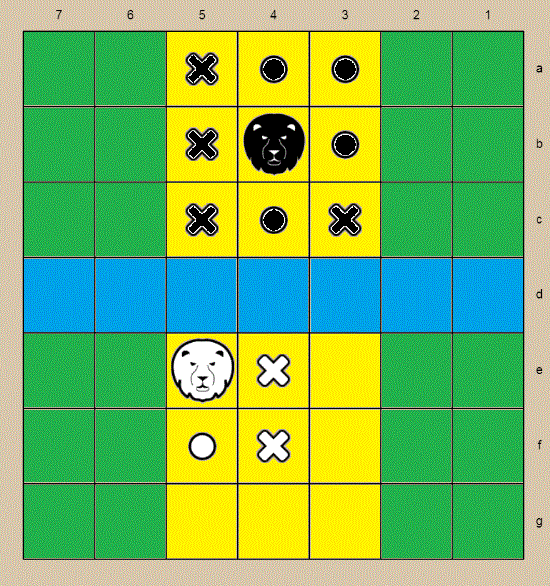
حركة الأسدإذا انتقل الأسد الأسود إلى موضع أحد علامات x سيصير بإمكان الأسد الأبيض التقاطهإذا انتقل الأسد الأبيض إلى موضع أحد علامات x سيصير بإمكان الأسد الأسود التقاطه

### الغرق
أي قطعة (باستثناء التمساح) تنتهي حركتها في النهر يجب أن تغادر النهر في الدور التالي وإلا ستغرق . تتم إزالة القطعة الغارقة من اللعب في نهاية الدور

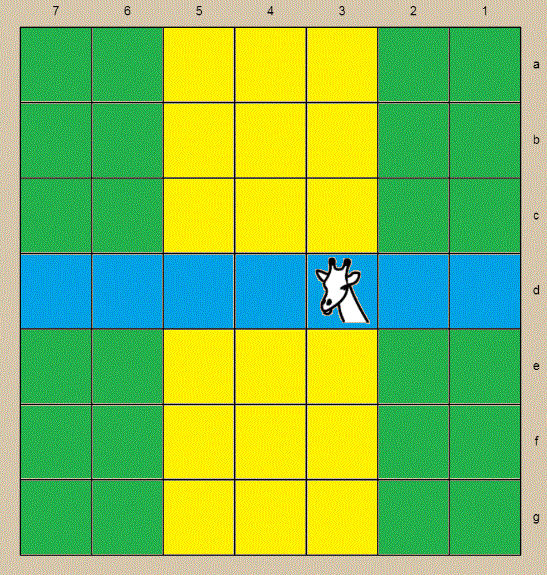
إذا لم يتم إخراج الزرافة من النهر في الدور التالي ستغرق ويتم إزالتها من اللوح

قد يدخل القرد النهر ويغادره أثناء حركة الأسر المتعددة دون عواقب ؛ يغرق فقط إذا انتهى بدورتين متتاليتين في النهر. إذا غرق القرد بعد إكمال حركة الالتقاط المتعدد ، فإن الالتقاطات التي قام بها لا تزال قانونية.

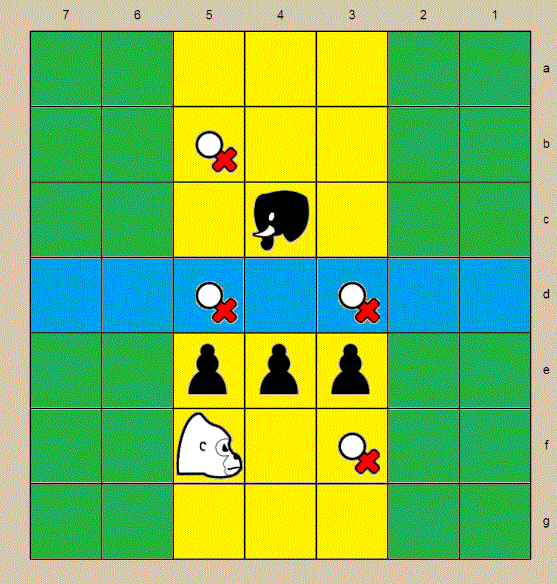
إذا التقاط القرد البيادق الثلاثة فإنه سيغرق ويتم إزالة البيادق كذلك من اللوحة يمكن أن يكمل حتى التقاط الفيل

### طريقة الفوز
يفوز اللاعب عن طرق التقاط الأسد الخاص بالخصم
الخروج من الشيك ليس إلزاميًّا في الكونغو ، وقد ينتقل الأسد إلى مربع مهاجم ، لكن الخصم يفوز فورًا بمجرد الاستيلاء عليه. ونتيجة لذلك ، ليس للكونغو أي تعادل بسبب الجمود .
إذا بقي أسدان فقط ، ولم يتمكن أي منهما من التقاط الآخر على الفور ، فستكون اللعبة بمثابة تعادل 
الأسد وأي قطعة - حتى البيدق - يفوز على الأسد العاري 